# Llac Khopa
El llac Khopa (kazakh:  Қopa) és un llac en la ciutat de Kokxetau, i se situa a la Província d'Akmolà del Kazakhstan.

## Ubicació i descripció
La zona on se situa actualment el llac, va ser una vegada zona pantanosa. Les autoritats militars van ordenar excavar un canal, i l'aigua del riu Txaglinka va ser redirigit a la zona, convertint el pantà en el llac Khopa com se'l coneix avui dia.
Situat a prop dels peus de l'altiplà de Kokxetau, i prop de la part nord-oest de la ciutat de Kokxetau, el llac té una àrea de 14 km² i una profunditat mitjana de 2,0-3,0 m. La major part de la superfície total de la conca és de 3.860 km². Això s'explica pels afluents del llac: el riu Txaglinka al sud-oest, i el riu Kilxakti al sud-est. Només una part molt petita, de 80 km², prové del mateix llac.
Els costats sud i oest del llac estan separats de les platges adjacents de zones deprimides, i al llarg de les costes sud i est són de sorra i platges de còdols. Les costes nord i est del llac són baixes, planes, i cobertes de vegetació, el que significa que la superfície de l'aigua del llac és bàsicament oberta només al llarg dels trams occidentals i septentrionals. El fons del llac és viscós, llis, i està cobert amb una capa d'argila llimosa, franca, i de sorra, la mitjana és de 2 m, però pot arribar a una profunditat de fins a 6 ma la part nord.
El 1955, el volum d'aigua en el llac era de 39,2 milions de m³, amb una superfície de 13,6 km². Del 1955 al 1990, el volum del llac s'havia reduït en 13 milions de m³ i ara se situa en només 26 milions de m³. El llac té fluctuacions d'amplitud d'entre 0,5 i 1,5 m.

## Estat del llac
Les condicions higièniques generals del llac s'estan deteriorant gradualment. El 1974, es va començar a treballar per netejar els sediments del llac Khopa, que va continuar intermitentment fins al 1993. En total, al voltant de 400 mil m3 de sorra i grava van ser retirades del llac
Actualment, el govern condueix proves de laboratori rutinari de la qualitat d'aigua de Llac Khopa. Control de laboratori és dut a terme a quatre punts de control sobre les propietats microbiològiques, físiques i químiques. Segons el servei Kajidromet, la composició de les aigües de llac en l'índex de contaminació correspon a "moderadament contaminat".

## Fotos i vídeos
- Foto Cops Arxivat 2016-03-06 a Wayback Machine.  Arxivat 2016-03-06 a Wayback Machine.
- Foto Cops nit Arxivat 2016-03-04 a Wayback Machine.
- Foto sunset damunt Suportar Arxivat 2016-03-04 a Wayback Machine.  Arxivat 2016-03-04 a Wayback Machine.
- Foto de vespre Cops Arxivat 2016-03-06 a Wayback Machine.  Arxivat 2016-03-06 a Wayback Machine.
- Cops Vídeo